# Coffee and Cigarettes
Coffee and Cigarettes (prt: Café e Cigarros; bra: Sobre Café e Cigarros) é um filme estadunidense de 2003, do gênero comédia dramática, escrito e realizado por Jim Jarmusch.

## Resumo
Relata um conjunto de 11 curtas-metragens sobre diferentes personagens que, ao beber café e a fumar cigarros, discutem à volta da mesa os mais variados assuntos, tais como picolés com cafeína, Abbott & Costello, a ressurreição de Elvis Presley, a forma correcta de preparar um chá tipicamente inglês, as invenções de Nikola Tesla, brigas familiares, a cidade de Paris nos loucos anos 20, rock, hip hop e o uso da nicotina como insecticida para as pragas.

## Elenco
- Roberto Benigni (Roberto)
- Steven Wright (Steven)
- Cinquée Lee (Gêmeo malvado)
- Joie Lee (Gêmeo bondoso)
- Steve Buscemi (Garçom)
- Iggy Pop (Iggy)
- Tom Waits (Tom)
- Joseph Rigano (Joe)
- Vinny Vella (Vinny)
- Vinny Vella Jr. (Vinny Jr.)
- Renee French (Renee)
- E.J. Rodriguez (Garçom)
- Alex Descas (Alex)
- Isaach De Bankolé (Isaac)
- Cate Blanchett (Cate / Shelly)
- Mike Hogan (Garçom)
- Jack White (Jack)
- Meg White (Meg)
- Alfred Molina (Alfred)
- Steve Coogan (Steve)
- Katy Hanz (Katy)
- Bill Murray (Bill Murray)
- William Rice (Bill)
- Taylor Mead (Taylor)

## Prémios e nomeações
- Recebeu uma nomeação ao Independent Spirit Awards na categoria de:
  - Melhor Atriz Secundária (Cate Blanchett)[carece de fontes?]